# Dudleigh Shetliffe
Dudleigh Shetliffe (eigentlich Douglas Frank Remington Shetliffe; * 19. Juni 1916; † 13. Dezember 1998) war ein australischer Hochspringer.
Bei den British Empire Games 1938 in Sydney gewann er Bronze mit 1,88 m.
1934, 1936 und 1937 wurde er Australischer Meister.